# Dezyderiusz Akwitański
Dezyderiusz (zm. 587) – gallo-rzymski dux w królestwie Franków za panowania Chilperyka I. Obdarzony tytułem księcia Akwitanii.
Po śmierci Sigeberta I, króla Austrazji w 575 r., Chilperyk wysłał Dezyderiusza z zadaniem podboju tego królestwa. Król Burgundii Guntram wysłał przeciw niemu swojego wodza, Mummolusa, który pokonał Dezyderiusza i zmusił go do odwrotu. Austrazja pozostała więc w rękach sigibertowego syna, Childeberta II. Rok później Dezyderiusz ponownie najechał na Austrazję, pustosząc tereny obecnej Turenii.
W 583 r. Chilperyk nadał Dezyderiuszowi i drugiemu wodzowi, Bladastowi, prowincję Akwitanię i wysłał ich do Waskonii, gdzie jednak obaj dowódcy ponieśli ciężką klęskę.
Po śmierci Chilperyka II w 584 r. Dezyderiusz podążył do Tuluzy aby zająć skarb, przeznaczony dla córki zmarłego króla, Rigunthy, zaręczonej z wizygockim królem Hiszpanii Leowigildem. Rok później, w 585 r., Dezyderiusz zawarł pokój z Guntramem. Zmarł w 587 r.
Wdowa po nim, Tetradia, córka wieśniaka i kobiety szlachetnego rodu, została zabrana na dwór swojego byłego męża, Eulaliusza, od którego uciekła wcześniej ze znaczną częścią jego majątku. Skradziony majątek powrócił do Eulaliusza, a dzieci Tetradii ze związku z Dezyderiuszem zostały uznane za nieślubne.